# Коньетти де Мартиис, Сальватор
Сальваторе Коньетти де Мартиис (итал. Salvatore Cognetti de Martiis; Бари, 19 января 1844 — 8 июня 1901, Турин) — итальянский политэконом.
Профессор Туринского университета.

## Биография
Сальваторе Коньетти Де Мартиис учился в Пизе с 1861 по 1865 год.
В 1866 году он был зачислен в число добровольцев Гарибальди для тирольской кампании, а в следующем году, вернувшись в Бари, был назначен директором муниципальных школ и профессором политической экономики в Промышленно-профессиональном институте
В 1868 году он переехал в Мантую, чтобы преподавать право и экономику в провинциальном техническом институте. В Мантуе он начал работать в качестве публициста, руководя «Газета Мантуе» (1870—1874) и сотрудничая с «Упорство», с публикациями по политическим и социальным вопросам
Назначенный профессором в университетах Сиены и Турина (1878), он переехал в столицу Пьемонта, чтобы преподавать политическую экономию, а также провел важный бесплатный курс по социологии. Здесь он основал Лабораторию политической экономии, которая теперь носит его имя, и был ее директором с 1893 года. Он был профессором экономики и промышленного законодательства Королевского итальянского промышленного музея в Турине.
Напечатал «Della attinenza tra l’economia sociale е la storia» (Флор., 1866); «L’economia sociale е la famiglia» (Милан, 1869); «La circolazione dela ricchezza negli Stati Uniti d’America» (Typ., 1875); «Forme e leggi delle perturbazioni economiche» (Typ., 1878); «Le forme primitive nell’evoluzione economica» (Турин, 1881); «L’economia come scienza autonoma» (Typ., 1886); «Il socialismo negli Stati Uniti d’America» (Typ., 1887), Socialismo antico (Тур., 1889) и др.